# Izba walutowa
Izba walutowa (inaczej zarząd walutą; currency board arrangement) – forma sztywnego systemu kursu walutowego danego kraju, wykorzystywana najczęściej do walki z hiperinflacją. Władze kraju decydując się na wprowadzenie systemu izby walutowej zobowiązują się na mocy prawa (najczęściej poprzez zapis w konstytucji lub innym ustawodawstwie będącym ponad bankiem centralnym) do wprowadzenia wymienialności waluty krajowej na określoną walutę zagraniczną po sztywnym, niezmienionym kursie (system nie dopuszcza istnienia pasma wahań kursu). 
W kraju stosującym system zarządu walutą nie ma możliwości prowadzenia niezależnej polityki pieniężnej ponieważ bank centralny nie może pełnić swoich tradycyjnych funkcji (np. traci funkcję pożyczkodawcy ostatniej instancji, co oznacza całkowity brak możliwości udzielania kredytów refinansowych bankom komercyjnym, nawet w sytuacji zagrożenia kryzysem płynności; nowa emisja pieniądza możliwa jest tylko w przypadku wzrostu poziomu rezerw walutowych – np. w związku z napływem kapitału). Istotnym elementem wiarygodności prowadzonej polityki państwa jest także odpowiednia dyscyplina fiskalna i sytuacja budżetu państwa.
Zaletą systemu izby walutowej jest zwiększenie dyscypliny polityki makroekonomicznej i podniesienie jej wiarygodności, a także eliminacja ryzyka kursowego w prowadzeniu wymiany handlowej. Wadą tego systemu jest utrata przez władze kraju suwerenności polityki monetarnej, czyli przede wszystkim utrata prawa emisji pieniądza przez narodowy bank centralny, rezygnacja z własnej polityki kształtowania stóp procentowych oraz polityki kształtowania podaży pieniądza, przez co bardziej naraża się gospodarkę realną na wstrząsy zewnętrzne (przykład głębokiej recesji gospodarek państw nadbałtyckich wywołanej kryzysem finansowym z 2008 roku). 
Nowoczesne systemy izby walutowej, stosowane w krajach o wysokiej inflacji (Argentyna, Bułgaria) lub państwach małych i niedoświadczonych w prowadzeniu polityki pieniężnej (Litwa, Łotwa, Estonia), służą obecnie jako alternatywny sposób prowadzenia polityki pieniężnej albo alternatywny reżim kursowy. Funkcjonujące obecnie systemy izby walutowej są nieco bardziej elastyczne niż klasyczna izba walutowa z XIX wieku.